# Sluizen van IJmuiden

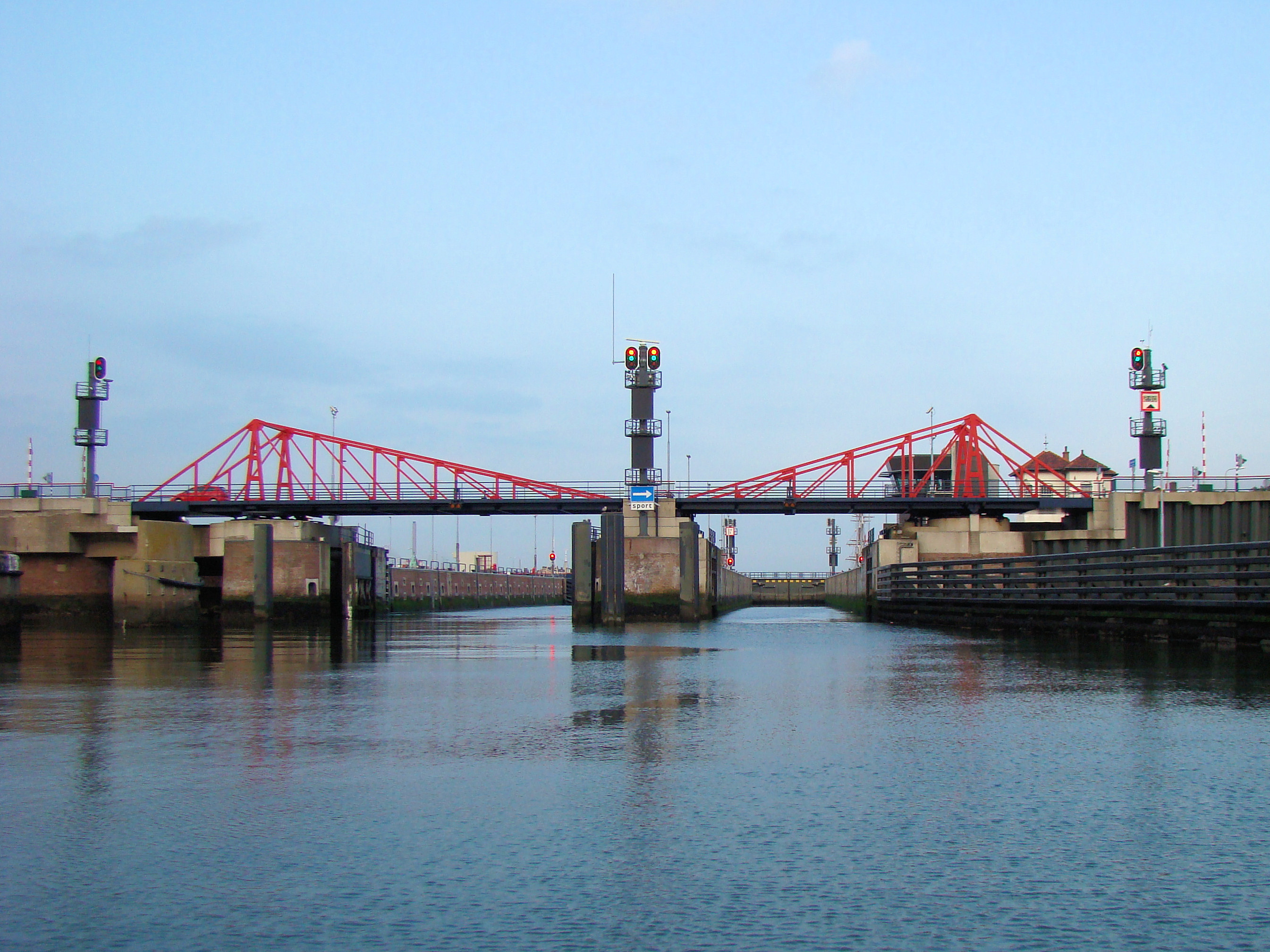
De Zuidersluis komende vanaf zee. Dit is het oudste deel van dit sluizencomplex en wordt vooral gebruikt voor pleziervaart en kleinere beroepsvaart

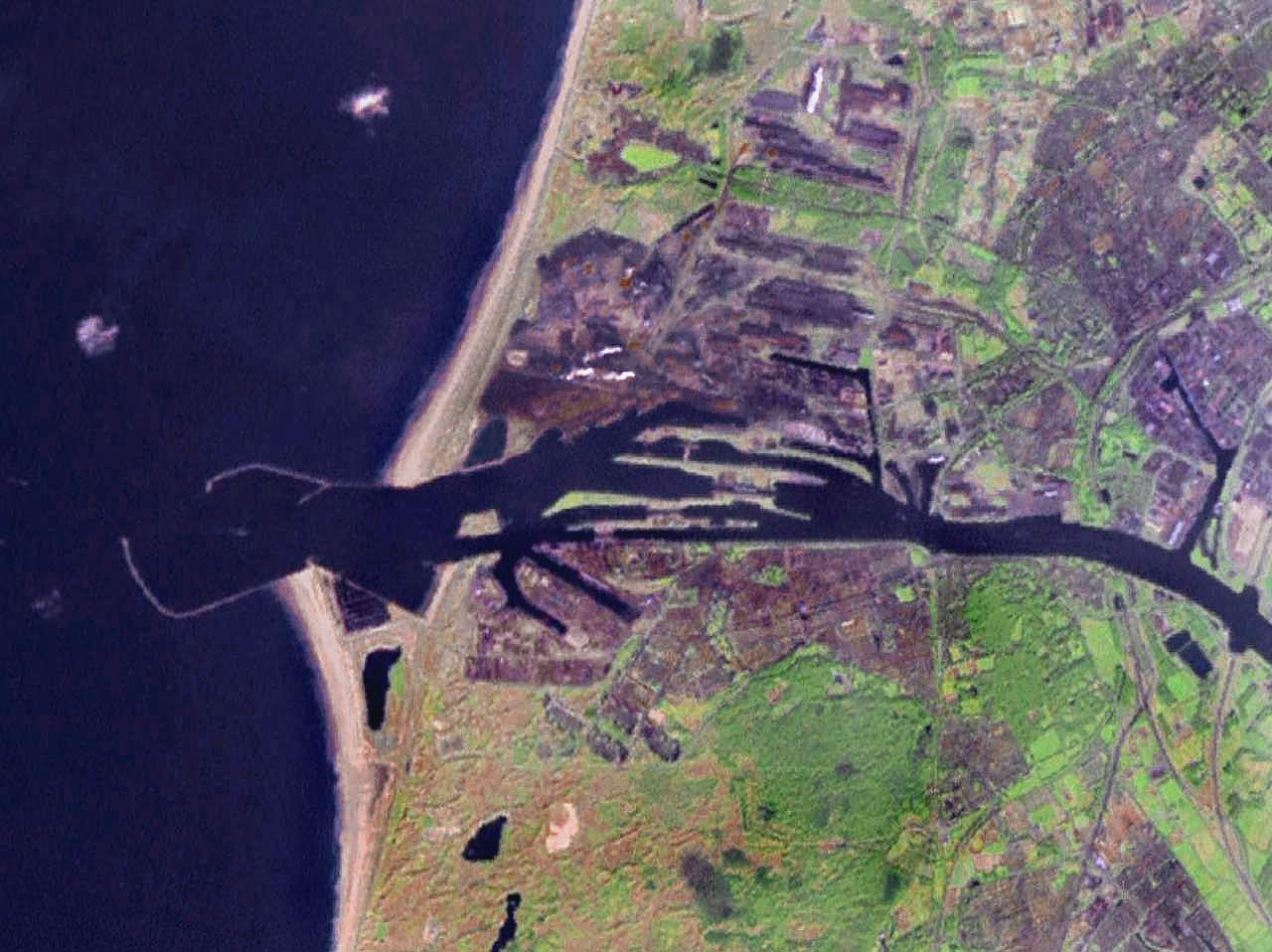
Satellietfoto IJmuiden met daarop duidelijk zichtbaar het sluizencomplex

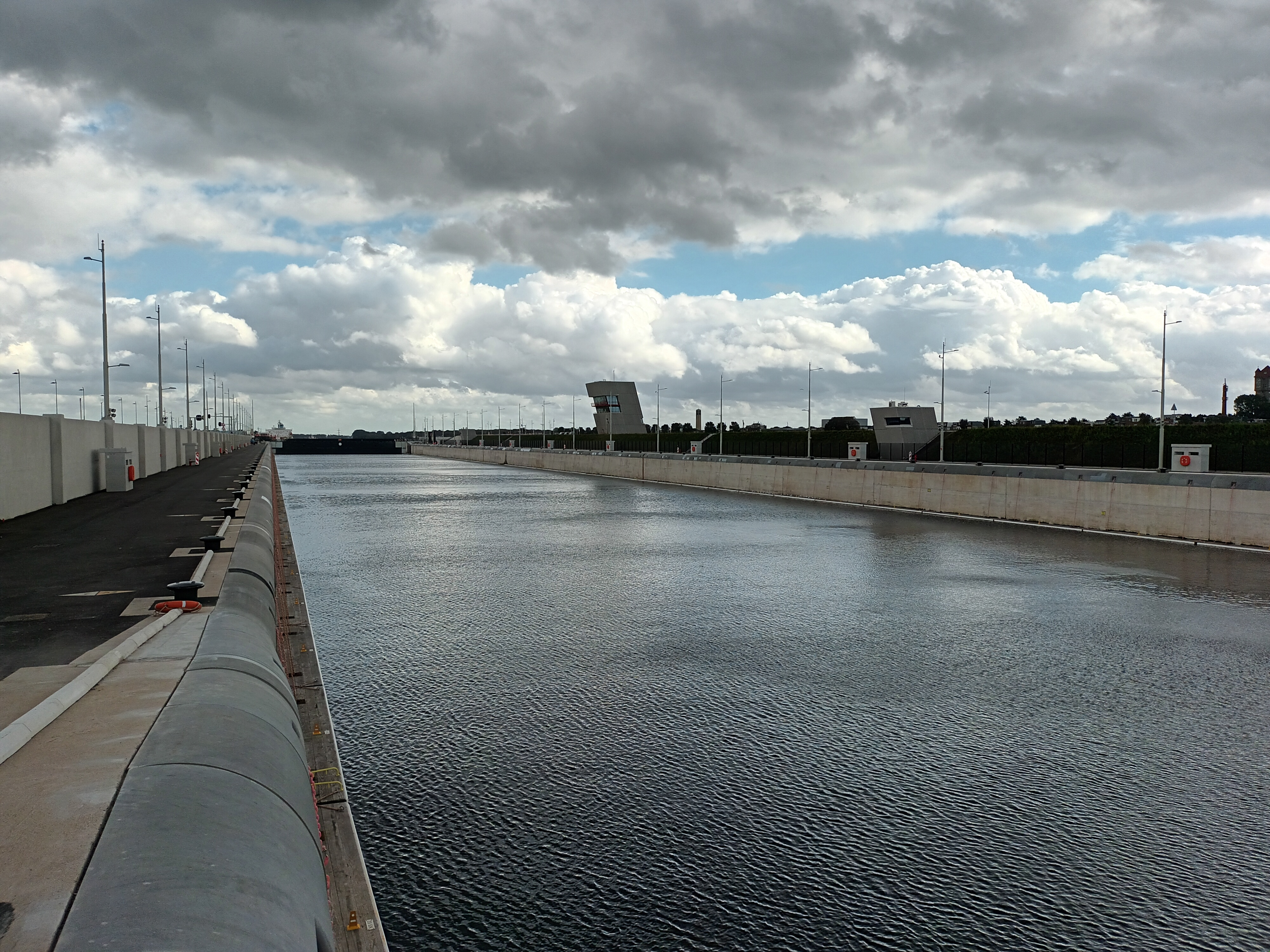
De nieuwe zeesluis zoals die er bij lag op 4 oktober 2021

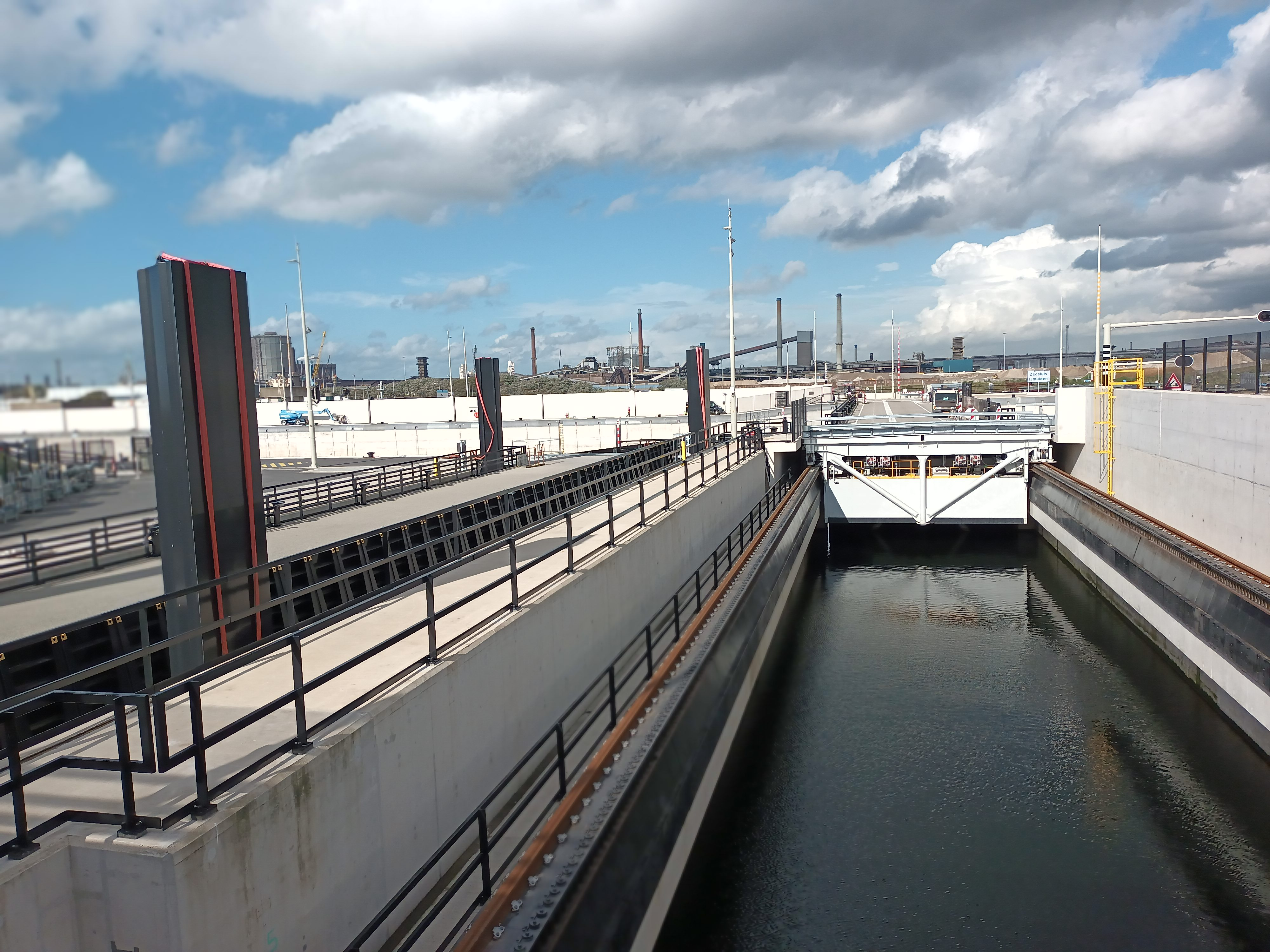
De sluisdeur van de nieuwe zeesluis, met 3e reserve deur(links) landinwaarts. Het wegdek van de sluis is ook te zien

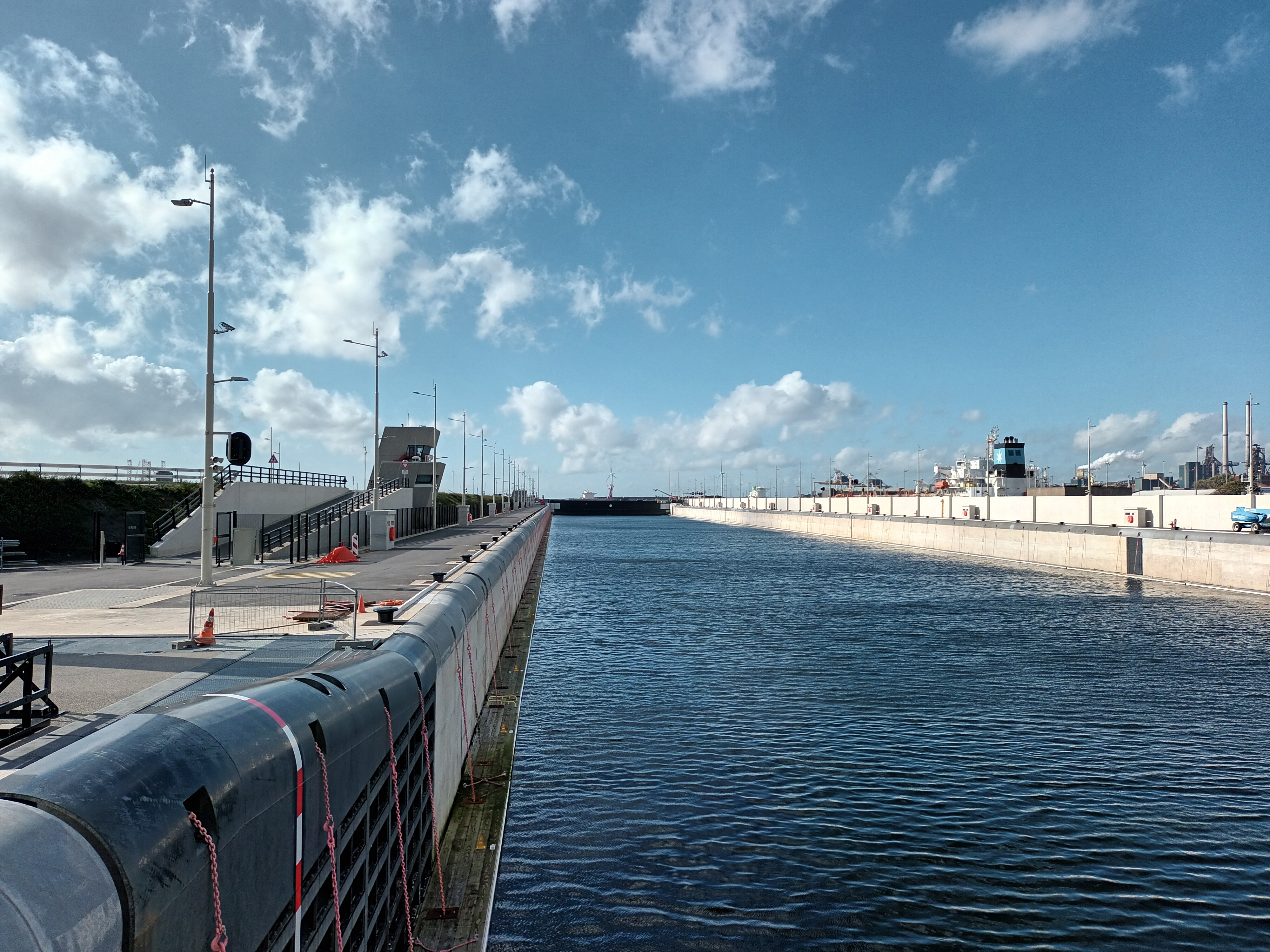
De nieuwe zeesluis vanaf de landzijde. Linksonder is de deur van de reservedeur zichtbaar.

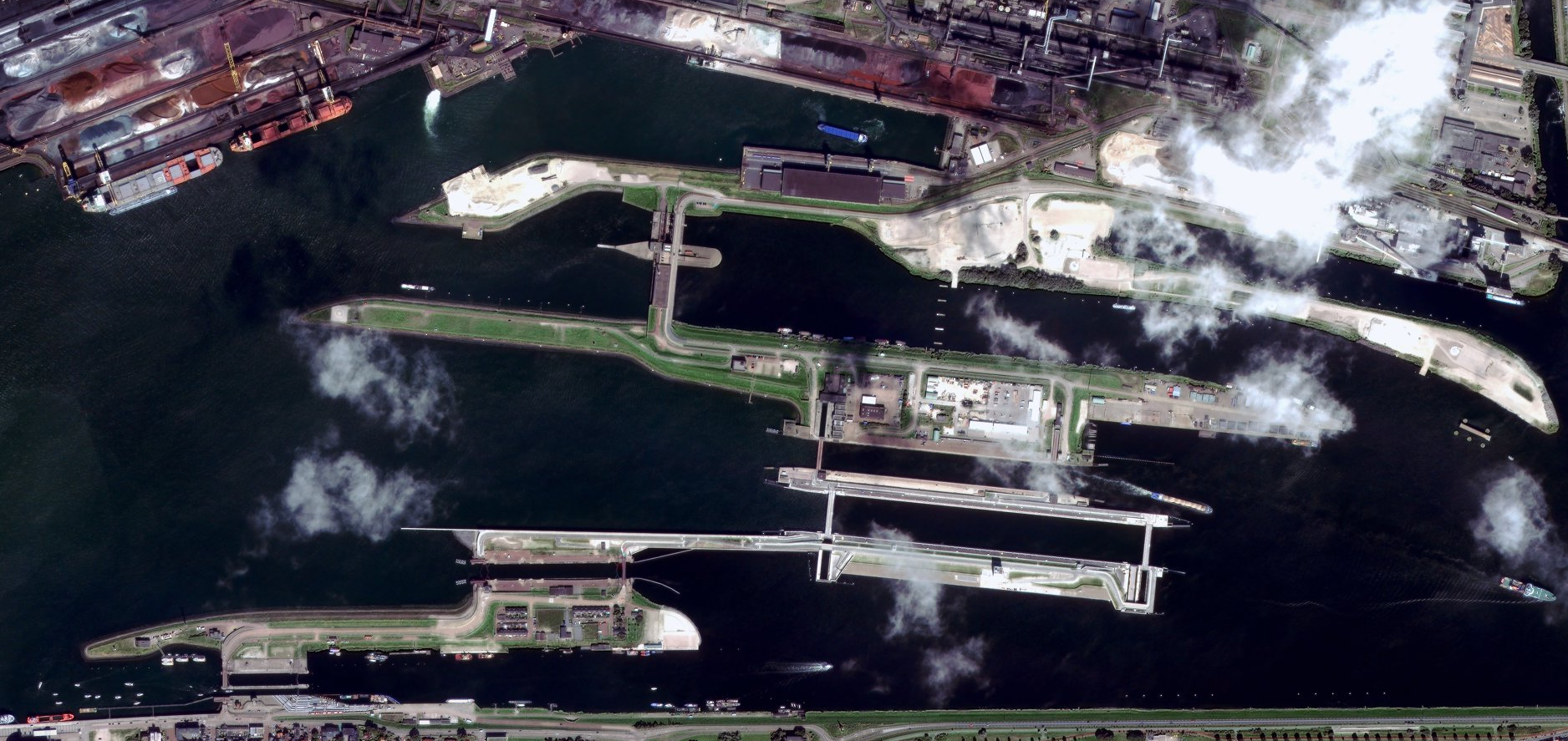
Een satellietfoto van de sluizen in IJmuiden gemaakt in juli 2021.

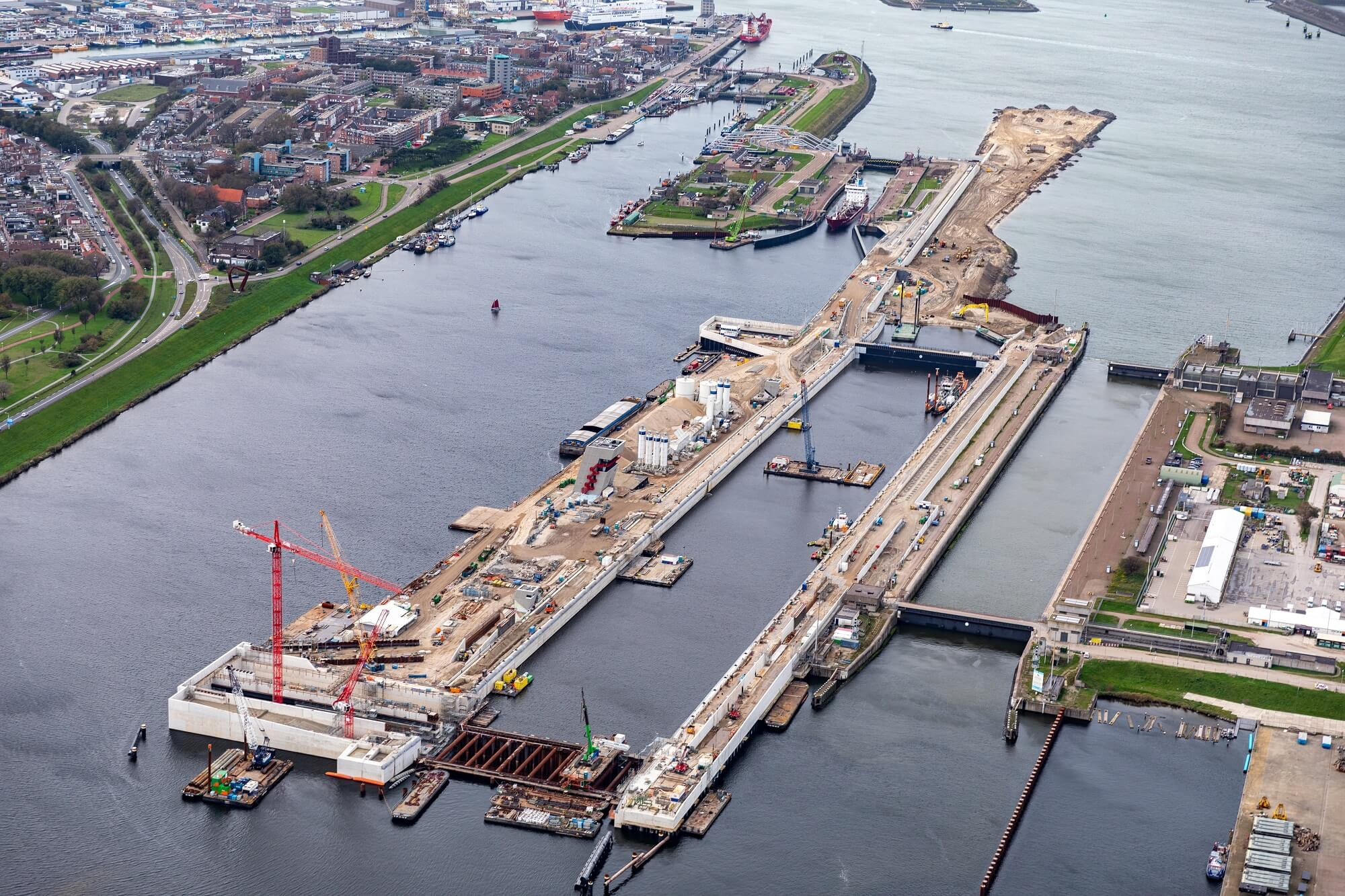
Bouw van Zeesluis IJmuiden.

De Sluizen van IJmuiden vormen bij IJmuiden de verbinding tussen het Noordzeekanaal en de Noordzee.
Het sluizencomplex bestaat uit de Zuidersluis uit 1876, de Middensluis uit 1896, de Noordersluis uit 1929, de Spuisluis uit 1940 en het Gemaal uit 1975.  In januari 2022 is de Zeesluis IJmuiden in gebruik genomen. Ten westen van het sluizencomplex ligt het Forteiland, onderdeel van de Stelling van Amsterdam. Op een landtong ligt het platform IJmuiden Heliport.

## De aanleg van de sluizen
Al bij het maken van de plannen voor het kanaal werd een uitgebreide discussie gevoerd over de soort en de afmetingen van de sluizen bij IJmuiden. De haven van Amsterdam wilde een zo groot mogelijke sluis terwijl de rijksoverheid, die veelal de rekening betaalde, er voorzichtiger mee was. De schepen werden groter en groter en zodra de sluizen gereed waren startte al snel een discussie over nieuwe en nog grotere sluizen.

### Kleine sluis en Zuidersluis
In 1852 had het gemeentebestuur van Amsterdam een commissie benoemd om een kanaal tussen de stad en de Noordzee te onderzoeken. Deze commissie adviseerde de aanleg van twee schutsluizen en een uitwateringsluis. In dit plan kreeg de kleine sluis een afmeting van 10 meter breed en een drempeldiepte van 5 meter beneden Normaal Amsterdams Peil (NAP). Voor de grote schutsluis waren de afmetingen 17 meter en 6,75 meter beneden NAP. Beiden waren ontworpen als dubbelkerende zeesluis voorzien van puntdeuren. Deze constructie maakte het mogelijk de sluizen bij vloed en eb te gebruiken.
Het uiteindelijke resultaat leek veel op dit plan met uitzondering van de afmetingen van de sluizen. In 1859 kwam de Raad voor de Waterstaat met een plan om de grote sluis 140 meter lang, 18 meter breed en 7,75 meter diep te maken. Voor de kleine sluis waren de corresponderende afmetingen 70 meter, 12 meter en 5 meter. De meeste schepen van die tijd konden de grote sluis zonder veel problemen passeren. In 1868 werd uiteindelijk de lengte van de grote sluis teruggebracht tot 120 meter. In het bestek stond ook vermeld dat het sluiscomplex op 1 augustus 1876 gereed moest zijn.
De graafwerkzaamheden werden in het voorjaar van 1871 voltooid en de sluizen in het najaar van 1872. De muren van de sluis waren gemetseld, de vloeddeuren van smeedijzer en de ebdeuren van grenenhout. De aannemer kreeg een premie van 100.000 gulden als het werk aan de sluizen in 1872 afgerond zou zijn, hetgeen inderdaad het geval was. De sluizen werden in eerste instantie vooral gebruikt voor de uitwatering van IJ-water en het schutten van baggermaterieel. Pas op 1 november 1876 werd het complex door Koning Willem III der Nederlanden officieel geopend. De totale bouwkosten, inclusief de premie, bedroegen 1.530.000 gulden.

#### Fort bij IJmuiden
De aanleg van deze sluizen had ook militaire gevolgen. In 1874 was de Vestingwet aangenomen en de aanleg van een kringstelling om Amsterdam was hiervan een onderdeel. Een kustfort bij IJmuiden was noodzakelijk om te sluizen te beschermen die:
- een belangrijke rol speelden voor de inlaat van water voor de inundatie;
- de mogelijkheid bood contact te houden met overzeese bondgenoten. De stelling was een laatste toevluchtsoord voor het Nederlandse leger en met buitenlandse hulp, aangevoerd via het Noordzeekanaal, kon men later de vijand uit het land verdrijven.

De bouw van het fort duurde van 1880 tot 1887 en werd gelegen aan de noordkant van het Noordzeekanaal, tussen de sluizen en de Noordzeekust. Aan de zeezijde was het fort uitgerust met een zware pantserbatterij, waarachter vijf kanonnen met een kaliber van 24 centimeter stonden opgesteld.
Bij de aanleg van de Noordersluis in 1929 was een nieuw toeleidingskanaal noodzakelijk. Deze werd ten noorden van het fort gegraven waardoor het fort op een eiland kwam te liggen.

### Middensluis
Na de officiële opening werd al snel duidelijk dat de Zuidersluis te krap bemeten was. Schepen met een lengte van 150 meter en meer kwamen in de vaart en deze pasten niet in de Zuidersluis. Verder voldeed het gemaal aan de andere kant van het kanaal, bij Schellingwoude, niet. Tijdens het spuien konden de twee sluizen niet gebruikt worden voor de scheepvaart en dit reduceerde de capaciteit nog meer. In 1885, nog geen 10 jaar na de opening, werd een eerste ontwerp voor een derde en grotere sluis ingediend. Dit plan voorzag in een schutsluis van 205 meter lang, 25 meter breed en 8,50 meter beneden NAP diep. Op 31 mei 1887 keurde de regering de bouw goed. Wijzer geworden van de eerste ervaring, besloot men de lengte op te rekken tot 225 meter en de diepte, na felle discussies, op 10,0 meter te brengen.
In 1887 had men al aan particulieren de mogelijkheid geopend om kosteloos zand weg te halen op de plaats van de toekomstige sluis. Om de schepen niet te veel bloot te stellen aan een zware zeedeining werd de sluis 470 meter meer landinwaarts aangelegd, ten noordoosten van de bestaande twee sluizen. Een jaar later namen de aannemers het werk over. Een dikke bodem van 2,5 meter beton werd gestort in het najaar van 1891. Na het uitharden, kon in mei 1892 het metselen van de sluismuren starten. Tegenslag tijdens de bouw vertraagde de werkzaamheden en pas in 1895 was het metselwerk klaar. De sluisdeuren werden in 1893 al geplaatst; men overwoog roldeuren maar uiteindelijk viel de keuze op puntdeuren. Elk sluishoofd kreeg een stel vloed- en ebdeuren. De deuren werden handmatig geopend en gesloten. In mei 1895 was de sluis klaar, maar er was vertraging opgetreden bij het baggeren van het toeleidingskanaal. Op 12 december 1896 werd de sluis officieel in dienst gesteld door het schutten van het stoomschip Koningin Wilhelmina van de Stoomvaart Maatschappij Nederland. In 1899 waren alle werkzaamheden voltooid. De sluis heeft 5,8 miljoen gulden gekost en was tot de opening van de sluizen van het Panamakanaal in 1913 de grootste ter wereld. De naam Middensluis kwam pas in gebruik na de opening van de Noordersluis in 1930, voor die tijd was het de Groote Sluis.

#### Hoogovens en Staalfabrieken

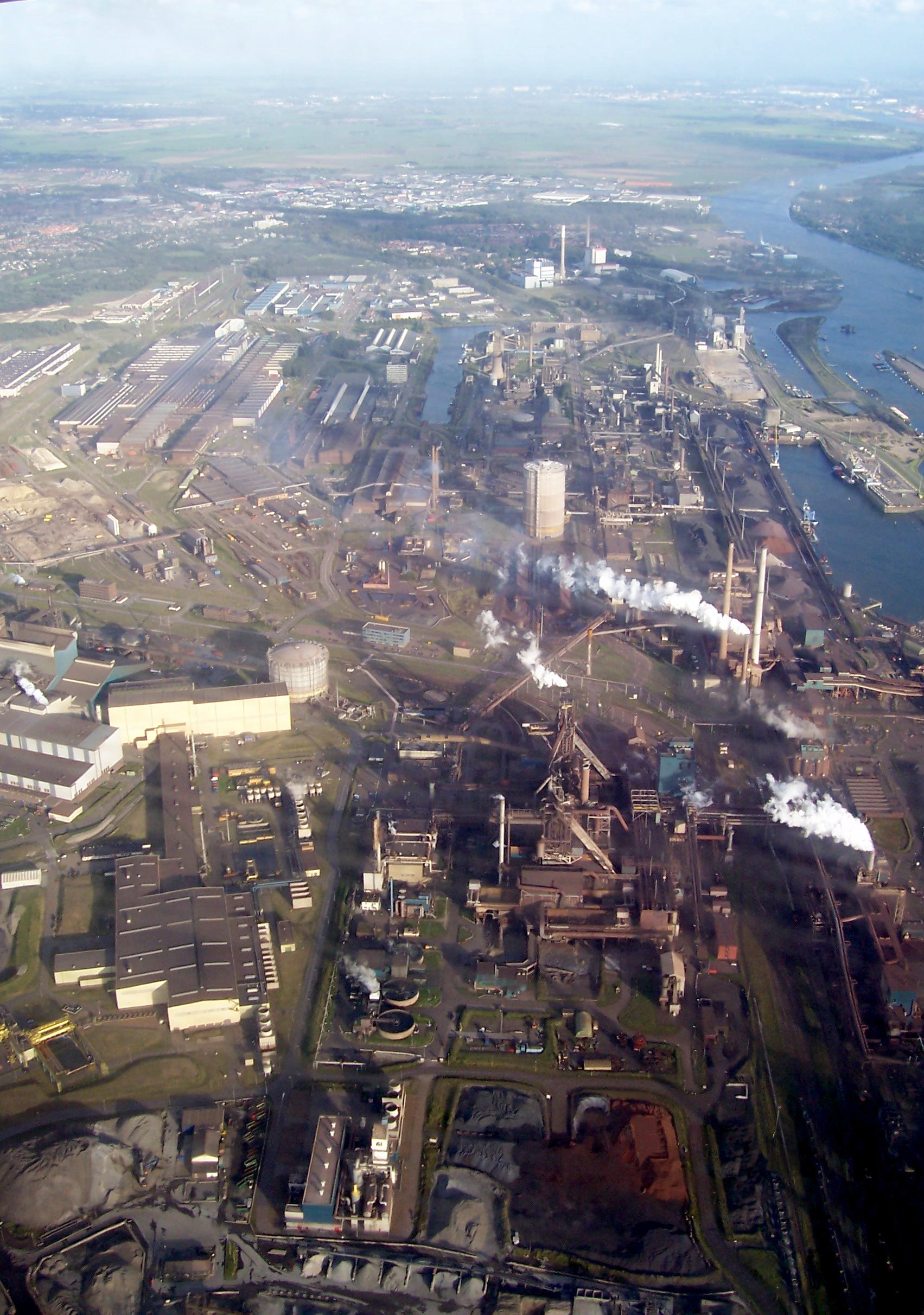
Staalfabrieken te IJmuiden en uiterst rechts het begin van het sluizencomplex en Noordzeekanaal

Op 20 september 1918 werd de Koninklijke Nederlandsche Hoogovens en Staalfabrieken NV opgericht met het doel ijzer en staal in Nederland te produceren. Na veel discussie over de juiste locatie werd uiteindelijk de voorkeur gegeven aan IJmuiden boven Rotterdam. De ligging aan het kanaal maakt immers de aanvoer van grondstoffen en de afvoer van eindproducten zeer goed mogelijk. In november 1918 werden enkele honderden hectaren duin- en bosgrond aangekocht direct ten noorden van de sluizen aan het Noordzeekanaal. In september 1919 begon men met de aanleg van een haven voor de aanvoer van steenkool en ijzererts. Om deze haven te bereiken was het niet nodig de sluizen te passeren. Weer een jaar later startte de bouw van een cokesfabriek en twee hoogovens, voldoende voor een productie van 200.000 ruwijzer per jaar. Medio 1923 was de bouw afgerond. De eerste 4.000 ton Zweeds ijzererts werd gelost op 6 september 1923 en op 22 januari 1924 werd Hoogoven nummer 1 aangestoken en het eerste ijzer geproduceerd. De staalfabrieken aan het Noordzeekanaal, in de loop der jaren sterk uitgebreid, zijn nog steeds in volle productie en jaarlijks wordt circa 15 miljoen ton ijzererts en steenkool verwerkt tot staalproducten. De haven maakt deel uit van de regio Zeehavens Amsterdam, een verzameling van vier havens allen gelegen aan het Noordzeekanaal.

### Noordersluis
De Middensluis voldeed al spoedig niet meer aan de eisen van de moderne scheepvaart, met zijn steeds groter wordende schepen. Vanaf 1909 werd al gezocht naar oplossingen om voor grotere schepen de vaart naar Amsterdam mogelijk te maken. In 1921 werd besloten tot de bouw van de Noordersluis, die in 1928 gereedkwam. Dit was toen - wederom - de grootste schutsluis ter wereld met een afmeting van 400 meter lang, 50 meter breed en 15 meter diep. Het buitenfront van deze sluis kwam weer 680 meter verder landinwaarts te liggen, mede om de toegang tot de haven van de Hoogovens niet te hinderen.
Om grote schepen komend vanuit zee zonder veel hinder voor de sluis te krijgen werd besloten een nieuw toeleidingskanaal te graven; het fort kwam daarmee op een eiland te liggen. Voor het afsluiten van de sluis werd voor roldeuren gekozen. De drie deuren kregen elk een lengte van 53,5 meter, waren 7,3 meter breed en 20 meter hoog. Vanwege het hoge totale gewicht van circa 1.175 ton werden de deuren vanuit Rotterdam over zee naar IJmuiden versleept. De eerste deur kwam daar in 1927 aan. Op 29 april 1930 was de officiële opening van de sluis door Koningin Wilhelmina. De kosten bedroegen 20 miljoen gulden en de Noordersluis was daarmee 50% duurder dan begroot. Pas vanaf 1960 kon de sluis optimaal worden gebruikt nadat het Noordzeekanaal was verdiept en verbreed.

## Bouw nieuwe sluisZeesluis IJmuiden
Jarenlang was de Noordersluis de grootste schutsluis van Nederland en Europa. Door de toename van de afmetingen van de schepen werd deze sluis een knelpunt voor de scheepvaart naar de Haven van Amsterdam. De gemeente Amsterdam, Rijkswaterstaat, de provincie Noord-Holland en Havenbedrijf Amsterdam NV zijn gaan samenwerken voor een nieuwe, nog grotere, vierde zeesluis die ruimte moest bieden voor het groeiende scheepvaartverkeer. De nieuwe sluis werd aangelegd tussen de Noorder- en Middensluis. Bij de start van de bouw was de ingebruikname voorzien in 2019. Door vertraging bij de bouw vond de opening plaats in januari 2022. De sluis heeft afmetingen van 500 meter lang, 70 meter breed en 18 meter diep. De zeesluis zou hiermee qua oppervlak groter worden dan de Kieldrechtsluis in de Haven van Antwerpen die op 10 juni 2016 in gebruik werd genomen. De sluisdeuren in IJmuiden zijn echter 24 meter hoog en die bij Kieldrecht 27 meter, waardoor er in de laatste sluis meer water kan en ze bijgevolg qua waterinhoud de grootste sluis blijft.
In juni 2012 maakte Minister Melanie Schultz van Haegen van Infrastructuur en Milieu bekend dat het onderzoek naar de nieuwe sluis afgerond was en dat een zeesluis met eerder genoemde afmetingen haalbaar, betaalbaar en inpasbaar was. De nieuwe zeesluis moest tussen de bestaande Noorder- en de Middensluis komen te liggen, en met traditionele rechte roldeuren worden uitgevoerd. De bovenkant van de Velserverkeerstunnel (inclusief beschermschil) op het diepste punt van het verticaal tracé is gelegen op NAP-17,34 m. Die van de spoortunnel op NAP-16,38 m. De nieuwe sluis werd zo'n 18 meter diep. De maximale diepgang op het Noordzeekanaal en in de sluizen is 13,72 meter of 45 voet (gemeten in zout water) Door de grotere afmetingen en diepgang van de schepen die door het Noordzeekanaal varen kunnen het kanaal en de tunnels daaronder een nieuw knelpunt gaan vormen. Mogelijk zullen er maatregelen genomen moeten worden om de tunnels voor lekkage te behoeden.
Door de nieuwe zeesluis dieper te maken dan de Noordersluis heeft de scheepvaart minder of geen last van laagwater. Dit vermindert de wachttijd. De bodemdiepte (15,5 meter onder NAP) en ook de maximale diepgang van schepen op het Noordzeekanaal veranderen niet. De oplevering werd verschoven van 2016 naar eerst 2019 en vervolgens 2022, met mogelijk al in 2021 proefvaarten. Na de ingebruikname van de nieuwe sluis werd de Noordersluis buiten bedrijf genomen en als reserve achter de hand gehouden voor periodes van onderhoud en bij calamiteiten.
Op 24 november 2020 werd de naam van de nieuwe sluis bekendgemaakt: Zeesluis IJmuiden.
In augustus 2021 zijn de bouwwerkzaamheden afgerond, in het najaar van 2021 is er uitgebreid getest en geoefend door betrokken partijen. In november 2021 zijn de eerste schepen door de nieuwe sluis geschut, en op 26 januari 2022 is de sluis officieel geopend door de Koning.

### Kosten en vertragingen
De totale kosten werden begroot op € 848 miljoen. Het Rijk, de provincie Noord-Holland en de Gemeente Amsterdam zullen allen financieel bijdragen aan het project, maar ongeveer 65% zal door het Rijk worden betaald. In juli 2015 maakte Rijkswaterstaat het voornemen tot gunning aan het consortium OpenIJ, dat bestaat uit een samenwerking van BAM, VolkerWessels en DIF. In oktober 2015 kwam ook de financiering rond. Het consortium krijgt, boven op een deel eigen vermogen, een lening van de Europese Investeringsbank en een consortium van banken.
In september 2016 kwamen de kosten voor de nieuwe zeesluis € 93 miljoen lager uit dan eerder verwacht. Dit kostenvoordeel kwam door enkele aanpassingen, die ook de bouwtijd verkortten. De sluisdeuren zijn identiek waardoor er maar één reservedeur nodig is in plaats van twee en het water stroomt door de sluisdeuren en niet door omloopriolen naast de sluis. Op 7 september 2016 heeft minister Schultz het officiële startsein voor de bouw gegeven.
In december 2017 werd tegenslag bij de bouw bekend gemaakt. De ontworpen constructie voor de caissons, waarop de deurkassen voor de roldeuren gebouwd worden, was bij nader inzien niet stevig genoeg. Bij het afzinken konden de betonnen bakken vervormen. De bouwers moesten een alternatieve methode hanteren die meer geld en tijd vergde. De fout kostte beide bouwbedrijven, BAM en VolkerWessels, ieder 69 miljoen euro en de oplevering werd vertraagd. In april 2018 kwam het Zuid-Koreaanse bedrijf dat aan de deuren van de nieuwe sluis werkte in financiële problemen, maar dit leidde niet tot uitstel van de oplevering van de sluis omdat de bouwcombinatie eigenaar was van alle deurelementen waardoor deze niet in de failliete boedel konden opgaan. Alle elementen van de 72 meter lange deuren waren klaar en ze werden op een andere locatie aan elkaar gelast.
In de zomer van 2019 hebben de aannemers de tweede deurkas voor de sluisdeuren afgezonken. Deze is 81 meter lang, 55 m breed en 28 m hoog en weegt 150.000 ton. In deze deurkas rolt de sluisdeur aan de kanaalzijde in en uit en biedt tevens plaats voor de reservedeur. In 2018 was al de eerste en kleinere deurkas geplaatst aan de zeezijde met afmetingen van 80 meter lang, 26 m breed en 24,5 m hoog.
Op 3 juli 2018 maakte Rijkswaterstaat bekend dat de bouw een vertraging heeft opgelopen van 27 maanden. Daarom is de sluis pas in november 2021 in gebruik genomen. De aannemers dienden een claim van 224 miljoen euro in bij Rijkswaterstaat wegens vertraging, een verbetering van het ontwerp en wijzigingen op het ontwerp. Naar verwachting doet een geschillencommissie in het voorjaar van 2022 een bindende uitspraak hierover.

### Zoutdam
Omdat er sinds de ingebruikname van de nieuwe Zeesluis IJmuiden veel meer zout water vanuit zee naar het Noordzeekanaal stroomt treedt daar toenemende verzilting op. Om dat tegen te gaan moet meer zout water teruggepompt worden naar de zee. Ten noorden van de Zeesluis IJmuiden is in het Binnen Spuikanaal in 2024 een 'zoutdam' geplaatst. Dit is een stalen wand die de bovenste meters van het kanaal afsluit en alleen op grotere diepte het water doorlaat. Omdat zout water zwaarder is dan zoet water stroomt er zo dus vooral zout water richting de spuisluis en het gemaal. Hiermee wordt de verdere verzilting van het Noordzeekanaal afgeremd. De kosten van deze zoutdam bedroeten 100 miljoen euro.

## Afmetingen van de sluizen
Hieronder een overzicht van de sluizen van het Noordzeekanaal met de afmetingen. Ter vergelijking zijn ook de Willem I sluis (van het Noordhollandsch Kanaal), de Antwerpse Berendrechtsluis en Kieldrechtsluis en de sluizen van het Panamakanaal opgenomen.
| Naam sluis           | Jaar ingebruikname | Lengte (in m) | Breedte (in m) | Diepte (in m) |
| -------------------- | ------------------ | ------------- | -------------- | ------------- |
| Kleine sluis         | 1876               | 69            | 12             | 5             |
| Zuidersluis          | 1876               | 120           | 18             | 8             |
| Middensluis          | 1896               | 225           | 25             | 10            |
| Noordersluis         | 1929               | 400           | 50             | 15            |
| Zeesluis IJmuiden    | 2022               | 500           | 70             | 18            |
|                      |                    |               |                |               |
| Willem I sluis       | 1826               | 65            | 15             | 5             |
| Panamakanaal (oud)   | 1914               | 304           | 33,5           | 12            |
| Panamakanaal (nieuw) | 2016               | 427           | 55             | 18,3          |
| Berendrechtsluis     | 1989               | 500           | 68             | 13            |
| Kieldrechtsluis      | 2016               | 500           | 68             | 18            |

## Spuisluis en Gemaal

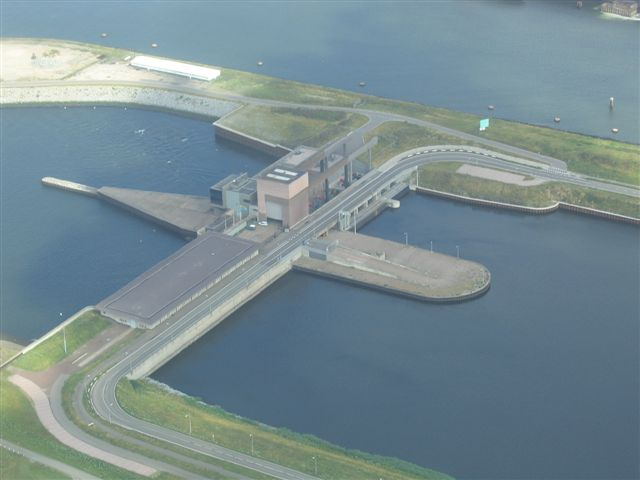
De spuisluis en het gemaal vanuit de lucht gezien.

In 1945 werd het huidige spuicomplex in gebruik genomen met een capaciteit van 700 kubieke meter per seconde. In 1975 werd naast het spuicomplex ook een gemaal in gebruik genomen. De belangstelling voor natuur en milieu nam toe en men wilde niet langer het brakke water van het Noordzeekanaal lozen op het Markermeer. Het gemaal telde vier pompen met een capaciteit van 160 kubieke meter per seconde; in 2004 zijn er nogmaals twee pompen bijgeplaatst. Het gemaal is het grootste van Europa en vervult een belangrijke rol in de afwatering van een groot deel van Noord- en Zuid-Holland. Per jaar wordt er ongeveer drie miljard kubieke meter water afgevoerd.

## Naslagwerk
- Sluizen en gemalen in het Noordzeekanaal, G.J. Arends, 2001, ISBN 9053451846.